# James Milner
James Philip Milner MBE  (sinh ngày 4 tháng 1 năm 1986) là một cầu thủ bóng đá chuyên nghiệp người Anh chơi ở vị trí tiền vệ cánh hoặc tiền vệ trung tâm cho câu lạc bộ Brighton & Hove Albion tại Premier League. Anh từng chơi cho Leeds United, Swindon Town, Newcastle United, Aston Villa và Manchester City. Anh là một cầu thủ chạy cánh thuần túy, nhưng thi đấu rất linh hoạt và có thể chơi ở cả vị trí trung tâm khi cần thiết. Ở mùa giải 2009–10, anh được huấn luyện viên Martin O'Neill của Aston Villa sử dụng nhiều ở vị trí trung tâm.
Tài năng của Milner trong bóng đá, chơi cricket, và chạy đường dài đã được công nhận khi anh còn là một đứa trẻ. Anh đã đại diện trường mình trong các môn thể thao và đã chơi bóng cho các đội nghiệp dư từ Rawdon và Horsforth. Anh ủng hộ Leeds United từ khi còn nhỏ và là một người giữ vé suốt mùa giải ở câu lạc bộ này. Năm 1996 anh gia nhập học viện đào tạo bóng đá trẻ Leeds United và bắt đầu sự nghiệp cầu thủ của mình. Anh được gọi lên đội hình chính thức lần đầu tiên vào năm 2002, lúc mới 16 tuổi, và trở nên nổi tiếng khi trở thành cầu thủ trẻ nhất ghi bàn tại Premier League.
Trong thời gian thi đấu tại Leeds United, anh đã dành thời gian cho mượn tại Swindon Town để tích lũy kinh nghiệm trong vai trò là một cầu thủ ở đội một. Tiếp theo anh đến Newcastle United và được cho Aston Villa mượn một mùa giải. Kể từ đó, anh đã trở thành một cầu thủ thường xuyên có mặt trong đội hình chính của Newcastle. Anh đã có hơn 100 trận thi đấu cho Newcastle, cũng như thực hiện kỷ lục về số lần xuất hiện tại U-21 Anh. Anh có trận ra mắt cho đội tuyển Anh trong trận gặp Hà Lan vào tháng 8 năm 2009. Anh đã cùng đội tuyển Anh tham dự World Cup 2010, Euro 2012, World Cup 2014 và Euro 2016.

## Tiểu sử
Sinh ra tại Wortley, và lớn lên ở Horsforth, Leeds, thời thơ ấu Milner đã chơi cho đội tuyển bóng đá của Trường tiểu học Westbrook Lane ở Horsforth. Sau đó anh cũng học tại Trường Horsforth. Graeme Coulson, một huấn luyện viên đến từ Rawdon, công nhận tài năng của Milner và thuyết phục anh chơi cho Rawdon trong nhiều giải đấu, bao gồm một giải đấu tại Rawdon Meadows, nơi Milner ghi được bốn bàn thắng trong chiến thắng của họ ở trận chung kết.
–Graeme Coulson 
Milner được mô tả là "số một lớp học" tại trường mình, anh rời nơi đây với 11 bằng GCSE và một giải thưởng cho hiệu suất cao của mình trong môn giáo dục thể chất. Milner cũng cho thấy tài năng trong khi chơi cricket, chạy nước rút và chạy đường dài. Anh chơi cho đội tuyển cricket trường học Yorkshire, là nhà vô địch quốc gia ba năm liên tiếp và là nhà vô địch khu vực ở môn chạy 100 mét trong hai năm liên tiếp, sau đó hoàn thành các môn học của mình tại Trường Boston Spa; mà tại đó các trường cao đẳng thể dục thể thao là một đối tác với các câu lạc bộ bóng đá.
Milner được quan tâm khá nhiều sau khi mọi người xem anh chơi bóng. Anh ủng hộ câu lạc bộ quê nhà Leeds United từ khi còn nhỏ và từng xem họ giành chiến thắng ở FA Youth Cup năm 1993. Milner và cha mẹ của anh, Peter và Lesley, từng là những người giữ vé và sau này anh trở thành một cậu bé nhặt bóng cho câu lạc bộ.
Khi Milner được 10 tuổi, anh gia nhập Học viện Leeds United sau khi được phát hiện tài năng bởi một trinh sát trong lúc đang chơi cho Westbrook Juniors ở Horsforth. Tại học viện này, Milner chơi với các cậu bé từ những câu lạc bộ khác ở phía bắc, bao gồm cả tiền đạo tương lai của Manchester United Wayne Rooney. Có những tiến triển tốt tại tại học viện, Milner đã được đưa vào với tư cách là một học viên sau khi rời trường. Tuy nhiên, cha anh cũng nhấn mạnh rằng con trai mình phải đi học đại học mỗi tuần một lần để tiếp tục con đường học hành của mình. James tiếp tục nâng cao kỹ năng của mình ở đội trẻ, và chơi cho U-15 và U-17 Anh. Anh đã giúp tuyển U-17 Anh giành chiến thắng trong giải đấu mùa hè năm 2002 trước Ý, Cộng hòa Séc và Brazil, trong đó anh ghi được một bàn thắng vào lưới Brazil.

## Sự nghiệp cấp câu lạc bộ

### Leeds United
Milner có lần đầu tiên ra mắt câu lạc bộ Leeds United vào ngày 10 tháng 11 năm 2002, trong trận đấu trước West Ham United, khi anh vào sân thay cho Jason Wilcox trong sáu phút cuối cùng. Sự xuất hiện này khiến anh trở thành cầu thủ thứ hai đạt danh hiệu Cầu thủ trẻ nhất từng chơi ở Premier League, lúc đó anh 16 tuổi và 309 ngày. Vào ngày Boxing Day (ngày tặng quà 26/12) năm đó, anh cũng trở thành Cầu thủ trẻ nhất ghi bàn tại Premier League lúc 16 tuổi 357 ngày, vượt qua hai người tiền nhiệm trước đó là Wayne Rooney (16 tuổi 361 ngày) và Michael Owen (17 tuổi 144 ngày), với một bàn trong trận thắng Sunderland 2-1. Kỷ lục của anh sau đó đã bị phá vỡ bởi James Vaughan của Everton.
Trong trận gặp Chelsea một tháng sau đó, Milner đã ghi bàn trở lại, với một pha chạm bóng khéo léo vượt qua một cú cản phá từ hâu vệ Marcel Desailly, pha bóng đó đã nhận được nhiều lời khen ngợi từ các nhà bình luận. Để rồi chính anh tung ra một cú sút xa từ cự li 16m làm tung lưới Chelsea. Các phóng viên đã bị ấn tượng bởi những gì mà Milner đã thể hiện trong trận đấu, đặc biệt là sự khao khát thể hiện, sự tự tin của anh, và khả năng điều khiển bóng điêu luyện bằng cả hai chân. Huấn luyện viên của Chelsea Claudio Ranieri nhận xét sau trận đấu rằng Milner đã thi đấu như một cầu thủ nhiều kinh nghiệm hơn chứ không phải chỉ mới 16 tuổi. Việc tỏa sáng trong màu áo Leeds đã khiến anh gia nhập vào ngôi nhà của những tài năng triển vọng của bóng đá Anh cùng thế hệ Owen và Rooney, những người cũng đã tỏa sáng trong màu áo câu lạc bộ khi còn đang ở độ tuổi thanh thiếu niên. Nhưng theo một cuộc thăm dò trên trang web của BBC thì các khán giả đã đánh giá anh là một cầu thủ triển vọng hơn so với Rooney. Sau khi thi đấu nhiều hơn cho Leeds, Milner đã ký một hợp đồng 5 năm với họ vào ngày 10 tháng 2 năm 2003.
Vào đầu mùa giải 2003-04, Milner đã được gửi tới câu lạc bộ ở giải Hạng Hai Swindon Town để tích lũy kinh nghiệm trong đội hình một của họ. Trước thời gian cho mượn, anh cảm thấy nó là một kinh nghiệm quý báu cho sự nghiệp cầu thủ của mình. Anh đã thi đấu một tháng cho Swindon, chơi sáu trận và ghi hai bàn vào lưới Peterborough  và Luton.
Tuy nhiên, vận may của Leeds United đã suy tàn; đội bóng đã trở thành chủ đề của nhiều câu chuyện tiêu cực trên các phương tiện truyền thông, và một số cầu thủ ở đội một đã bị bán. Milner nói anh tin rằng kinh nghiệm này đã giúp anh cảm thấy mạnh mẽ hơn và dạy anh cách đối phó với các vấn đề của đội bóng. Leeds bị xuống hạng và dẫn đến nhiều suy đoán về tương lai của Milner ở câu lạc bộ này. Tottenham Hotspur, Aston Villa và Everton đều bày tỏ sự quan tâm đến chữ ký của cầu thủ này. Nhưng cuối cùng, Villa và Everton đã không có đủ ngân sách để mua cầu thủ còn Tottenham thì bị Milner từ chối bởi nơi đó quá xa nhà. Leeds nhấn mạnh rằng anh sẽ không bị bán và chủ tịch của câu lạc bộ vào thời điểm đó thậm chí còn gọi anh là "tương lai của Leeds". Tuy nhiên, vấn đề tài chính cuối cùng đã buộc Leeds phải bán Milner cho Newcastle United với giá ban đầu là 3.600.000 bảng. Mặc dù Milner cảm thấy không hạnh phúc khi phải rời khỏi câu lạc bộ mà anh đã yêu quý khi còn là một đứa trẻ, anh ước được làm những gì tốt nhất cho câu lạc bộ  và trong tháng 7 năm 2004, anh đã đồng ý ký vào một hợp đồng 5 năm với Newcastle.

### Newcastle United

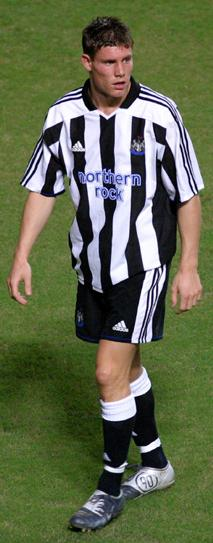
Milner trong một trận đấu của Newcastle United.

Milner xuất hiện lần đầu tiên với tư cách là cầu thủ của Newcastle United trong tour du đấu châu Á của họ trước mùa giải, anh ghi bàn thắng đầu tiên cho câu lạc bộ trong trận hòa 1-1 với Kitchee, tại Hồng Kông. Trong tour du đấu này, anh nắm lấy cơ hội để quan sát tiền đạo của Newcastle Alan Shearer xử lý với sự chú ý từ người hâm mộ và giới truyền thông như thế nào. Anh nói rằng muốn kết giao với những người như Shearer để cho anh một ý tưởng tốt hơn về việc làm thế nào để đối phó với các phương tiện truyền thông.
Milner có trận đấu đầu tiên ở Giải Ngoại hạng cho Newcastle vào ngày 18 tháng 8 năm 2004 trước Middlesbrough, trong đó anh chơi ở vị trí cầu thủ chạy cánh phải, mặc dù ở Leeds anh lại thi đấu ở phía trái thường xuyên hơn. Khi được hỏi về điều này sau trận đấu, Milner cho biết anh không có quyền ưu tiên để chơi đúng vị trí mà anh từng thi đấu cho Leeds. Một tháng sau anh có trận ra mắt ở đấu trường Châu Âu sau khi anh vào sân thay cho Shola Ameobi trong trận đấu Newcastle đón tiếp Bnei Sakhnin của Israel ở Cúp UEFA. Cũng trong tháng đó, anh ghi bàn thắng đầu tiên cho câu lạc bộ, cũng ra sân từ băng ghế dự bị, trong trận thắng 3-1 trước West Bromwich Albion. Và nó có thể sẽ là tiền đề để huấn luyện viên cho anh ra sân ngay từ đầu một cách thường xuyên hơn.
Tuy nhiên, tình hình đã thay đổi cho Milner sau khi huấn luyện viên trưởng của Newcastle, Bobby Robson, người mà Milner coi là người thầy của mình đã bị sa thải và được thay thế bởi Graeme Souness. Dưới thời Souness, anh được ra sân ngay từ đầu trong 13 trận ở giải ngoại hạng, nhưng đã không chơi được trận đấu đầy đầy đủ đầu tiên cho Newcastle ở Premier League cho đến tháng 4 năm 2005. Đến cuối mùa giải, anh có 41 lần xuất hiện trong tất cả giải đấu và chỉ ghi được một bàn thắng. Souness đã không cho Milner ra sân một cách thường xuyên ở Newcastle và có một nhận xét gây tranh cãi rằng câu lạc bộ sẽ không thể giành chiến thắng "với đội hình có James Milners". Milner đã phản ứng lại lời tuyên bố này bằng cách gián tiếp đáp lại người thầy mình rằng anh đã "trưởng thành". Tuy nhiên James cũng nói rằng anh đã rất thất vọng khi không được ra sân ngay từ đầu trong hầu hết mùa giải.
Vào đầu mùa giải 2005-06, Milner ghi bàn trong chiến thắng 3-1 của Newcastle trước MFK Dubnica ở Cúp Intertoto, và cũng kiến tạo cho Shearer ghi bàn thắng thứ ba. Anh tiếp tục phong độ ấn tượng khi ghi bàn ở vòng đấu tiếp theo trước Deportivo La Coruña. Mặc dù đã bắt đầu ghi bàn cho Newcastle một cách đều đặn, nhưng anh lại bị The Magpies đem cho Aston Villa mượn trong một điều khoản mua Nolberto Solano từ Newcastle để anh thi đấu trong phần còn lại của mùa giải dưới quyền của huấn luyện viên trưởng của Villa David O'Leary, người đã từng dẫn dắt Milner ở Leeds, ông cảm thấy rất vui khi có được Milner trong thỏa thuận này, nói rằng ông tin Villa đã có một điều khoản khôn ngoan và rằng ông hy vọng sẽ cải thiện anh ta thành một cầu thủ xuất sắc hơn.

### Được đem cho Aston Villa mượn
Milner đã ra mắt Aston Villa vào ngày 12 tháng 9 năm 2005 trong trận đấu với West Ham tại Premiership. Năm ngày sau, anh ghi bàn thắng đầu tiên cho câu lạc bộ trong trận hòa 1-1 với Tottenham. Trong một trận đấu ở Cúp Liên đoàn trước Wycombe Wanderers chưa đầy một tuần sau đó, anh đã giúp đội bóng của mình lội ngược dòng từ 3-1 thành 8-3 trong hiệp thi đấu thứ hai với một cú đúp. Trong suốt mùa giải Milner tỏ ra tin cậy về đội bóng của mình. Anh vẫn tự tin rằng Villa sẽ phục hồi từ một mùa giải khởi đầu nghèo nàn và đánh giá cao chất lượng của đội hình này.
Milner được coi là một điểm sáng hiếm hoi trong mùa giải đáng thất vọng của Villa. Nhưng anh lại nghĩ rằng đây là chuyến đi tích cực, và rằng anh muốn gia nhập Villa vĩnh viễn vì muốn được ra sân trong đội hình chính thường xuyên, nhưng thừa nhận việc này là ngoài khả năng của mình. huấn luyện viên David O'Leary xác nhận trong mùa giải rằng ông sẽ cố gắng đưa Milner gia nhập câu lạc bộ vĩnh viễn, nhưng không chắc ông sẽ có cơ hội để ký hợp đồng với anh ta. Ông thậm chí đã định không mua Robert Huth để có tiền để mua Milner vĩnh viễn nếu có cơ hội. Ngay trước khi kết thúc thời hạn cho mượn, các cuộc đàm phán giữa Villa và Newcastle đã bắt đầu.
Huấn luyện viên mới được bổ nhiệm của Newcastle là Glenn Roeder đã đánh giá cao khả năng của Milner hơn Souness và bày tỏ mong muốn rằng anh sẽ vẫn là một cầu thủ Newcastle. Điều này, cũng như sự ra đi của O'Leary và việc thiếu quỹ chuyển nhượng tại Villa, có nghĩa là một thỏa thuận để ký hợp đồng với Milner dường như không thể thực hiện được. Trong tháng 6, việc mua cầu thủ sinh năm 1986 này vẫn trở nên ít có khả năng ngay cả khi Villa đưa Gareth Barry vào bản đề nghị. Tuy nhiên, thỏa thuận này đã được hồi sinh khi Aston Villa được mua bởi tỷ phú người Mỹ Randy Lerner và Martin O'Neill được bổ nhiệm làm huấn luyện viên mới của Villa. Họ đã thực hiện một lời đề nghị cải thiện hơn vào ngày 30 tháng 8, được chấp nhận bởi Chủ tịch Newcastle Freddy Shepherd. Các nguồn phương tiện truyền thông đã trích dẫn rằng mức phí chuyển nhượng mà Villa đưa ra là 4.000.000 bảng. Một cuộc di chuyển đến Villa mà Milner mong muốn dường như đã được đồng ý, nhưng tại thời điểm cuối cùng Newcastle đã gọi Milner trở về và cuộc đàm phán bị đổ vỡ.

### Quay về Newcastle

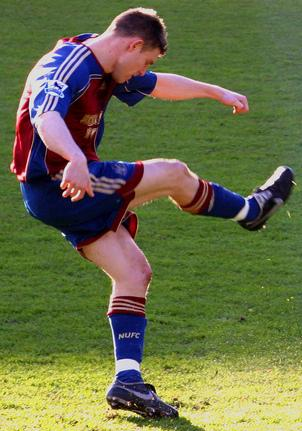
Milner thực hiện một cú đá phạt trong mùa giải 2006–07.

Các cầu thủ của Newcastle và cả huấn luyện viên Glenn Roeder đã rất vui với sự trở về của Milner ở đầu mùa giải 2006-07. Roeder đã khen ngợi Milner cho cái cách ông làm việc chuyển nhượng của Villa không thành công, mặc dù cách làm riêng của Roeder trong các cuộc đàm phán đã bị dư luận chỉ trích. Roeder khẳng định rằng ông sẽ cho Milner thi đấu "nhiều trận đấu" trong mùa giải và anh sẽ là một cầu thủ ra sân ngay từ đầu cho Newcastle trong toàn bộ mùa giải.
Newcastle đã khởi đầu nghèo nàn tại Giải ngoại hạng, nhưng trên đấu trường châu Âu, Milner đã đóng một vai trò quan trọng trong việc giúp đỡ Newcastle vượt qua vòng bảng của Cúp UEFA. Ngay sau đó, có nhiều tin đồn bắt đầu lan truyền rằng anh sẽ được bán đi trong kỳ chuyển nhượng vào tháng Giêng, mặc dù cả Milner và Roeder đã bác bỏ tin đồn này.

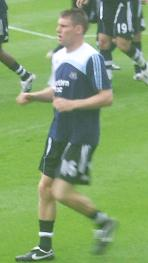
Milner đang làm nóng trước một trận đấu giao hữu.

Ngày 1 tháng 1 năm 2007, Milner ghi bàn thắng đầu tiên của mình tại Giải ngoại hạng trong trận hòa 2-2 với Manchester United. Bàn thắng đến từ một sút tuyệt đẹp ở khoảng cách 23 m. Anh ghi hai bàn thắng nữa trong ba tuần tiếp theo, trước Birmingham City và sau đó là West Ham United. Cả hai bàn thắng đã được ghi từ cự li tối thiểu 20 m trở lên. Về sau mùa giải, Roeder đã ca ngợi sự tiến bộ mà Milner thể hiện và nói rằng ông tin anh ta là cầu thủ chăm chỉ tập luyện nhất tại câu lạc bộ. Cũng trong mùa giải đó, Milner đã thể hiện mình có thể chơi thoải mái ở nhiều vị trí khác nhau bằng cách ghi bàn, kiến tạo cho đồng đội bằng cả hai chân và từ cả cánh trái lẫn cánh phải. Kết quả là, Milner đã được ký một hợp đồng mới tại Newcastle vào tháng 12, trong đó anh được bảo đảm tương lai của mình tại câu lạc bộ đến năm 2011. Anh đã ký một hợp đồng 4 năm vào năm 2007, khi Sam Allardyce đã tiếp nhận làm huấn luyện viên trưởng của Newcastle. Milner cho biết vào cuối năm đó rằng anh hài lòng về tương lai của mình tại câu lạc bộ và huấn luyện viên mới của mình và nói rằng đây là mùa giải "tốt nhất kể từ khi tôi được ở đây". Thế nhưng, Milner lại phải làm cầu thủ dự bị trong phần đầu của mùa giải bởi chiến thuật của Allardyce.
Vào cuối tháng 10, Milner đã lập công để đem về bàn thắng thứ 500 cho Newcastle trên sân nhà tại Premier League trong trận thắng 3-1 trước Tottenham Hotspur. Bàn thắng thứ hai ở Giải ngoại hạng đến một cách ngẫu nhiên trong trận đấu với Sunderland từ một pha bóng nửa chuyền nửa sút của anh. Allardyce đã hết lời ca ngợi Milner trong mùa giải và nói rằng anh là "một cầu thủ giàu kinh nghiệm thi đấu tại Premier League".
Sau khi không thể thi đấu chín trận cuối cùng của mùa giải do chấn thương bàn chân, có nhiều tin đồn vào tháng 5 năm 2008 rằng anh sẽ là một phần của cuộc giao dịch giữa Newcastle và Liverpool. Mặc dù anh đã bắt đầu mùa giải mới trong màu áo Newcastle và ghi bàn trong trận thắng ở Cúp Liên đoàn trước Coventry City nhưng nhiều nguồn tin đã được tiết lộ sau khi trận đấu kết thúc rằng Milner đã được bán cho Villa vào tuần trước. Anh đã ký kết hợp đồng với Aston Villa vào ngày 29 tháng 8 năm 2008 với mức phí là 12 triệu bảng  và thời hạn là bốn năm.

### Aston Villa

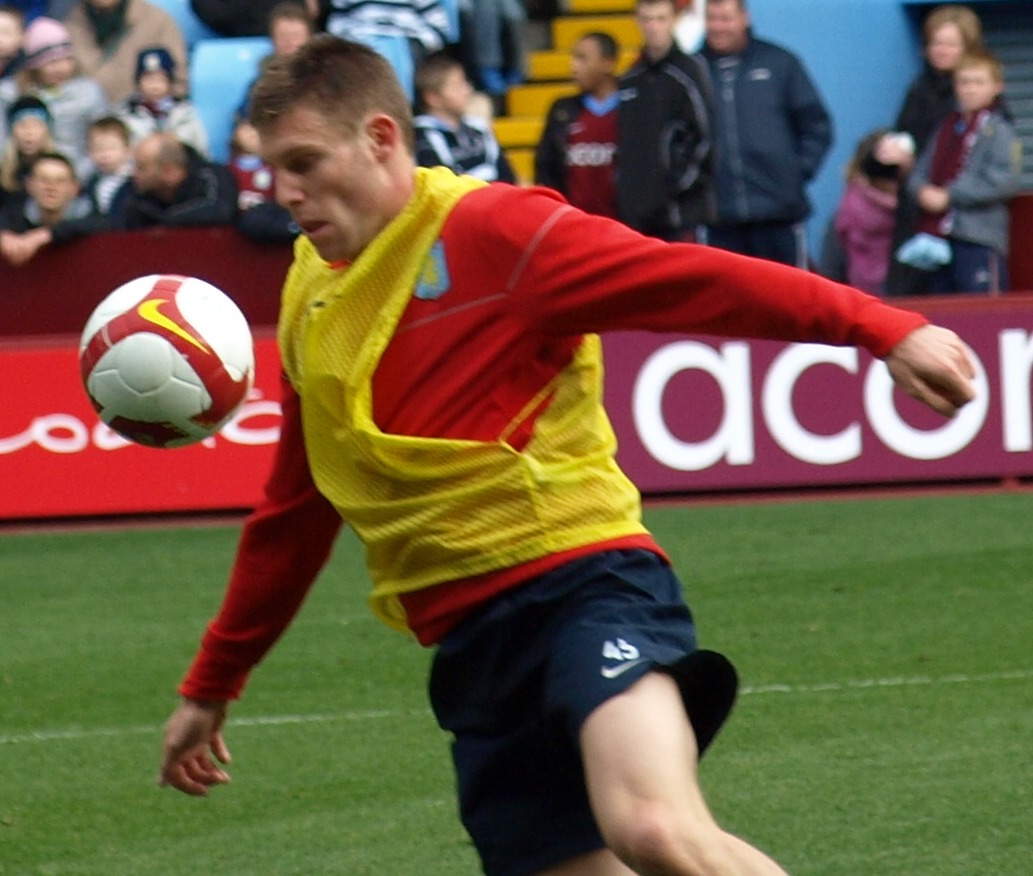
Milner tập luyện tại sân Villa Park.

Milner có trận ra mắt cho Villa vào ngày 31 tháng 8 năm 2008 sau khi vào sân thay người trong hiệp hai trận đấu với Liverpool. Bàn thắng đầu tiên của anh trong lần ra sân thứ hai tại Aston Villa đã đến trong trận đấu ở vòng ba Cúp FA trước Gillingham tại Sân vận động Priestfield ngày 4 tháng 1 năm 2009 vào đúng sinh nhật lần thứ 23 của Milner, nơi anh ghi cả hai bàn trong trận thắng 2-1 của Villa.
Milner có bàn thắng đầu tiên tại Giải Ngoại hạng trong đợt thứ hai tới Villa vào ngày 17 tháng 1 năm 2009 trong trận đấu với Sunderland tại sân Ánh sáng. Milner đã đánh đầu từ một cú tạt cánh của tiền vệ của Villa Ashley Young để rút ngắn tỉ số xuống còn 1-1, Villa đã tiếp tục ghi bàn sau đó để giành chiến thắng 2-1. Ngày 7 tháng 2 năm 2009, Milner đã được điền tên vào danh sách thi đấu cho đội tuyển Anh lần đầu tiên sau khi thi đấu tốt ở câu lạc bộ và đã gây ấn tượng với huấn luyện viên đội tuyển Anh Fabio Capello. Milner tiếp tục ghi bàn thắng thứ hai của mình tại giải đấu trong trận đấu với Blackburn Rovers với một cú sút đại bác từ một vị trí khó khăn sau khi thủ môn của Blackburn đã khép góc. Sau đó anh ghi lại bàn từ một pha đá phạt trong trận đấu với Everton và giúp Villa lội ngược dòng từ 3-1 xuống còn 3-3.
Ngày 28 tháng 2 năm 2010 trong trận đấu với Manchester United ở Cúp Carling, anh ghi bàn ngay ở phút thứ 5 từ một quả penalty nhưng đáng tiếc sau đó Villa đã thất bại 2-1. Milner nói rằng thời gian của mình tại Villa là thời kỳ anh đạt phong độ "chín nhất" trong sự nghiệp của mình từ trước tới nay, đã từng được dẫn dắt bởi mười ba huấn luyện viên và người chăm sóc dù chỉ mới 23 tuổi. Ngày 19 tháng 5 năm 2010, Manchester City đã trả giá 20 triệu bảng cho Milner nhưng đã bị Villa từ chối dứt khoát. Cuối mùa giải 2009-10, anh đã được PFA bầu chọn là Cầu thủ trẻ xuất sắc nhất giải và cũng lọt vào Đội hình Premier League xuất sắc nhất mùa giải này.
Milner bắt đầu mùa giải 2010-11 với một pha lập công ấn định chiến thắng 3-0 trước West Ham tại trận đấu vòng 1 Giải bóng đá ngoại hạng Anh 2010-11 ngày 14 tháng 8. Đây cũng là bàn thắng cuối cùng của Milner cho Villa trước khi anh anh chính thức chuyển đến thi đấu cho Manchester City.

### Manchester City
Ngày 17 tháng 8 năm 2010, Aston Villa cuối cùng đã đồng ý để Milner đến thi đấu cho Manchester City sau khi mức phí chuyển nhượng đã được thống nhất. Để có được Milner, Manchester City đã phải trả tổng cộng 24 triệu bảng trong đó có 16 triệu bảng bằng tiền mặt kèm theo tiền vệ tấn công Stephen Ireland, người được định giá vào khoảng 8 triệu bảng. Milner có trận đấu ra mắt cho Man City vào ngày 23 tháng 8 với Liverpool. Trong trận này, anh đã có đường chuyền giúp Gareth Barry mở tỉ số trận đấu và chung cuộc đội bóng của anh đã giành thắng lợi 3-0. Bàn thắng đầu tiên của Milner cho Manchester City đến trong trận hòa 2-2 với Leicester City tại vòng 3 Cúp FA.

### Liverpool
Ngày 4 tháng 6 năm 2015, Milner đã đồng ý gia nhập Liverpool theo dạng chuyển nhượng tự do từ Manchester City. Ngày 7 tháng 8 năm 2015, Milner được đảm nhiệm vị trí đội phó của câu lạc bộ. Milner đã chơi trận đấu cạnh tranh đầu tiên của mình cho đội bóng trong chiến thắng 1-0 trước Stoke City trên sân vận động Britannia. Milner được đeo băng đội trưởng của Liverpool lần đầu tiên trong lần ra sân thứ ba của mình cho câu lạc bộ, đó là trận hòa 0-0 trước Arsenal. Vào ngày 26 tháng 9 năm 2015, anh đã ghi bàn thắng đầu tiên cho Liverpool trong chiến thắng 3-2 trước câu lạc bộ cũ của mình là Aston Villa tại Anfield. Anh ấy đã ra sân trong trận chung kết UEFA Europa League 2015-16 vào cuối mùa giải đầu tiên với câu lạc bộ. Milner kết thúc mùa giải đầu tiên cho Liverpool với việc ghi 7 bàn thắng trên mọi đấu trường.
Ngày 19 tháng 3 năm 2017, Milner đã ghi bàn trong trận hòa 1-1 của Liverpool trước câu lạc bộ cũ Man City. Với việc đó, anh đã phá vỡ kỷ lục Premier League cho một cầu thủ ghi bàn trong nhiều trận đấu nhất mà không để thua (47 trận). Vào ngày 4 tháng 4 năm 2018, anh đã san bằng kỷ lục về số đường kiến tạo trong một mùa của Champions League (8 kiến tạo) với đường kiến tạo thành bàn cho Alex Oxlade-Chamberlain trong trận đấu với Man City ở trận lượt đi tứ kết. Ngày 24 tháng 4 năm 2018, Milner đã phá vỡ kỷ lục đó, trở thành cầu thủ đầu tiên trong lịch sử Champions League thực hiện 9 pha kiến tạo trong một mùa giải, đó là đường kiến tạo cho bàn thắng thứ hai của Roberto Firmino trong trận bán kết lượt đi với Roma có tỉ số là 5-2.
Vào tháng 11 năm 2018, Milner đã ghi bàn thắng thứ 50 cho riêng mình tại Premier League trong trận hòa 1-1 tại Arsenal. Trong tháng tiếp theo, Milner đã trở thành cầu thủ thứ 13 (và là người trẻ thứ 2 sau người đồng đội cũ của mình tại Aston Villa, Man City và đội tuyển Anh là Gareth Barry) trong lịch sử Premier League cán mốc 500 lần ra sân trong chiến thắng 4-0 trước Bournemouth.
Ngày 1 tháng 6 năm 2019, Milner đã giành được danh hiệu Champions League đầu tiên của mình, vào sân trong trận chung kết với Tottenham, khi Liverpool giành chiến thắng 2-0 tại Madrid.

## Sự nghiệp quốc tế

### U-21 Anh

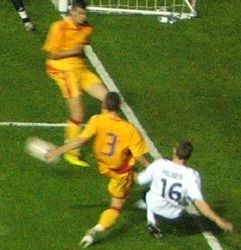
Milner (áo trắng, trong màu áo U-21 Anh) đang thực hiện một cú tạt cánh

Sau khi thi đấu cho U-15 và U-17 Anh, Milner được thăng cấp lên U20 Anh và được gọi lên thi đấu ở Giải vô địch trẻ thế giới 2003. Ngay sau đó, huấn luyện viên của U-21 Anh là Peter Taylor đã gọi anh lên tuyển và Milner xuất hiện lần đầu trong trận gặp Thụy Điển ngày 30 tháng 3 năm 2004.
Milner ghi bàn thắng đầu tiên cho U-21 Anh trong mùa giải 2004-05 ở một trận đấu vòng loại Giải vô địch bóng đá U-21 châu Âu 2007 trước Wales. Trong trận đấu, anh chơi ở trung tâm hàng tiền vệ, anh cũng kiến tạo một cơ hội ghi bàn cho Darren Bent và giúp những chú "Sư tử trẻ" thắng 2-0. Mặc dù câu lạc bộ trong nước gặp khó khăn, anh vẫn tiếp tục đạt tiến bộ ở cấp độ quốc tế, khi ghi được các bàn thắng ấn định tỉ số 3-2 U21 Anh trước Thụy Sĩ. Chiến thắng này giúp U21 Anh đảm được một xuất trong giai đoạn playoff của Vòng loại Giải vô địch bóng đá U-21 châu Âu 2007.
Vào tháng 6, Milner thi đấu cho đội tuyển U-21 Anh tại Giải vô địch bóng đá U-21 châu Âu 2007. Anh chơi ở tất cả bốn trận đấu của U-21 Anh và bị phạt thẻ vàng trong trận bán kết gặp Hà Lan, có nghĩa là anh sẽ phải bỏ lỡ trận chung kết. Trận đấu đã được quyết định bởi loạt đá luân lưu, trong đó Milner ghi hai bàn và U21 Anh thua với tỉ số 13-12. Màn trình diễn ở U-21 của Milner trong giải đấu đã dẫn đến tin đồn rằng anh sẽ ra mắt đội tuyển Anh trong trận giao hữu với Đức, nhưng cuối cùng anh đã không có trong đội hình thi đấu ở trận này. Tuy nhiên anh đã có mặt trong đội hình U-21 cho trận giao hữu với România, kết thúc với tỉ số 1-1. Một tháng sau, Milner đã lập một kỉ lục ở U-21 Anh khi xuất hiện lần thứ 30 trong trận thắng 3-0 trước Montenegro. Ở trận đấu này, anh đã kiến tạo bàn thắng đầu tiên từ pha đá phạt góc. Trong lịch sử, các cầu thủ đã từng xuất hiện nhiều trong màu áo U-21 Anh sẽ không xuất hiện thường xuyên ở đội tuyển chính, điều này đã dẫn đến việc một số người nghi ngờ liệu Milner sẽ có thể thực hiện thành công việc chuyển tiếp lên chơi ở đội tuyển Anh. Trong tháng 10, anh ghi bàn thắng thứ ba của anh cho U-21 trong trận thắng 3-0 trước Cộng hòa Ireland. Anh tiếp tục ghi bàn ở trận đấu mà anh đã trở lại vào bốn tháng sau và U21 Anh cũng giành thắng lợi 3-0.
Milner tiếp tục là một cầu thủ thường xuyên có tên trong danh sách và được ra sân, cùng với Joe Hart và đội trưởng Steven Taylor, đã chơi tất cả các trận đấu trong vòng loại Giải vô địch châu Âu. Trong mùa hè năm 2009, anh được điền tên trong danh sách 23-người để cùng đội tuyển U-21 Anh thi đấu Giải vô địch bóng đá U-21 châu Âu được tổ chức tại Thụy Điển. Anh đã kiến tạo một bàn thắng cho Micah Richards trong trận đấu với Phần Lan, và Huấn luyện viên Stuart Pearce đã cho biết sau trận đấu rằng "Hậu vệ cánh thời nay có thể chạy lên và lùi xuống trên sân và tôi biết Milner sẽ được thoải mái ở đây". Trong trận đấu thứ hai của đội tuyển Anh với Tây Ban Nha, Milner đã có được một quả penalty sau khi bị phạm lỗi bởi thủ thành Sergio Asenjo, và cũng chính anh ghi bàn thắng thứ hai trong trận thắng 2-0 của U-21 Anh. U-21 Anh phải đối mặt với đội chủ nhà Thụy Điển ở bán kết. Trong những phút đầu tiên của trận đấu, Milner đã thực hiện một pha đá phạt góc và được Martin Cranie đánh đầu để giúp U-21 Anh dẫn trước. Một pha đá phạt góc khác của Milner cũng mang về bàn thắng thứ ba của U-21 Anh, một bàn thắng phản lưới nhà của Mattias Bjärsmyr. Sau khi trận đấu kết thúc với kết quả hòa 3-3, hai đội đã phải đi đến loạt đá luân lưu cân não. Xui xẻo thay, Milner chính là cầu thủ Anh duy nhất thực hiện không thành công loạt luân lưu sau khi anh bị mắc lỗi trước khi đá bóng, nguyên nhân khiến cho quả bóng bay vọt xà ngang. Thật may mắn vì sau đó U-21 Anh đã chiến thắng ở loạt đá luân lưu với tỉ số 5-4 để tiến vào trận chung kết lần đầu tiên sau 25 năm. Sau đó, U-21 Anh đã thảm bại trước Đức với tỉ số 4-0 . Trận chung kết đó cũng là trận đấu cuối cùng anh thi đấu cho U-21 Anh.

### Đội tuyển Anh
Trong tháng 8 năm 2009, Milner có trận ra mắt đội tuyển Anh khi anh vào sân thay người trong trận giao hữu gặp Hà Lan trong 23 phút cuối cùng. Sau khi vượt qua hậu vệ John Heitinga, anh đã thực hiện một cú tạt cánh tầm thấp vào trong, từ đó tiền đạo Jermain Defoe ghi bàn từ cự ly gần để rút ngắn tỉ số xuống còn 2-2. Milner cũng cung cấp một cú tạt cánh tầm cao khác cho Defoe về sau trận đấu nhưng đáng tiếc anh đã đánh đầu vọt xà ngang. Trận đấu kết thúc với trận hòa 2-2. Anh chơi thêm hai lần nữa cho đội tuyển Anh vào tháng tiếp theo trong trận đấu với Slovenia trong một trận đấu giao hữu khác và xuất hiện lần đầu tiên ở giải đấu cạnh tranh cao cấp bốn ngày sau đó trong một trận đấu ở vòng loại World Cup với Croatia, nơi anh chơi trong vòng chín phút cuối cùng. Đội tuyển Anh thắng trận thứ hai với tỉ số 5-1 để đảm bảo đủ điều kiện dự World Cup 2010.

### World Cup 2010
Ngày 2 tháng 6 năm 2010 Milner đã có tên trong đội hình 23 người cuối cùng cho vòng chung kết World Cup tại Nam Phi. Anh được lựa chọn trong trận đấu mở màn của đội tuyển Anh ở giải đấu với đội tuyển Mỹ, tuy nhiên James bị thay ra ở phút thứ 30 và vào sân là Wright-Phillips, trận đấu kết thúc với tỉ số hòa 1-1. Ở trận đấu cuối cùng của đội tuyển Anh tại bảng C trước Slovenia vào ngày 23 tháng 6, Milner đã bứt phá tốc độ rồi tạt cánh vào trong cho Jermain Defoe đệm bóng cận thành ghi bàn thắng duy nhất của trận đấu và giúp "Tam Sư" bước tiếp vào vòng trong. Đáng tiếc sau đó đội tuyển Anh đã để thua 1-4 trước Đức ở vòng 16 đội và đành ngậm ngùi nói lời chia tay World Cup 2010. Anh mang băng đội trưởng đội tuyển Anh lần đầu tiên trong trận thua 1-2 trước Pháp ngày 17 tháng 11 năm 2010 ở 10 phút cuối của trận đấu khi lần lượt các đội trưởng Rio Ferdinand và Steven Gerrard được thay ra sân.
Ngày 8 tháng 9 năm 2012, Milner có bàn thắng đầu tiên trong màu áo đội tuyển quốc gia trong chiến thắng 5-0 trước Moldova tại Vòng loại World Cup 2014.
Ngày 5 tháng 8 năm 2016, sau kì Euro 2016 không thành công của đội tuyển Anh (thất bại trước Iceland với tỉ số 1-2 ở vòng 16 đội), James Milner chính thức tuyên bố giã từ sự nghiệp đội tuyển quốc gia sau 7 năm gắn bó, tổng cộng anh đã 61 lần ra sân và có được 1 bàn thắng.

## Phong cách thi đấu
Milner được xem là một cầu thủ thi đấu hết sức ngoan cường. Kết quả là, vai trò chính của anh trong đội bóng chủ yếu như là một tiền vệ rộng, người có thể tạo ra nhiều cơ hội ghi bàn cho đồng đội, cũng như có thể dắt bóng qua hậu vệ đối phương. James cũng có thể được coi là một tiền vệ cánh truyền thống kiểu Anh. Khi anh không ghi nhiều bàn thắng, nhưng lại có số lượng lớn các đường chuyền dọn cỗ cho các cầu thủ khác. Nolberto Solano, một đồng đội cũ của anh, cho rằng, với khả năng của mình, Milner "sẽ trở thành một cầu thủ quan trọng trong đội bóng". Sau khi chuyển đến Newcastle, anh bắt đầu chơi nhiều hơn với vai trò là một cầu thủ chạy cánh. Anh đã được mô tả như là một người có thể chơi "thoải mái" ở hai cánh. Milner cũng thỉnh thoảng được sử dụng như là một tiền vệ trung tâm.
James Milner 
Milner có khả năng chuyền bóng chính xác và cũng có thể sút bóng từ một khoảng cách rất xa. Kết quả là, anh thường là người tiên phong và cũng là ứng cử viên hàng đầu cho trọng trách đá phạt góc và đá phạt của đội. Ngoài ra Milner còn sở hữu khả năng tạt bóng chuẩn xác và những tiền đạo cao to ở Aston Villa như Agbonlahor, Carew hay Heskey đã không ít lần hưởng lợi từ những pha tạt bóng như thế.
Mặc dù là một cầu thủ chạy cánh thuần túy nhưng huấn luyện viên của Aston Villa Martin O'Neill đã phát biểu vào tháng 11 năm 2009 rằng ông nghĩ tính linh hoạt của Milner có thể giúp anh ta trở thành một tiền vệ trung tâm tại một số thời điểm trong sự nghiệp. Milner thi đấu ở một số vị trí khác nhau cho Aston Villa, bao gồm cả hai cánh, trung tâm và thậm chí là cả hậu vệ cánh phải. Nhưng chỉ khi thi đấu ở vị trí tiền vệ cánh Milner mới thể hiện được hết khả năng của mình, cùng với Ashley Young Milner là một trong những cầu thủ chạy cánh nguy hiểm nhất và tạo nên hai mũi xuyên phá ấn tượng ở hai hành lang cánh. Không ít lần Aston Villa đã thăng hoa và bay bổng trên đôi cánh của hai cầu thủ này. Trong mùa đông năm 2009, sau khi Stewart Downing tới Villa, Milner di chuyển vào trung tâm hàng tiền vệ của Villa để nhường chỗ cho Downing bên hành lang cánh trái. Milner, Downing, Petrov và Ashley Young đã được ca ngợi bởi đồng đội Heskey cho khả năng của mình ở hàng tiền vệ được xem là rất mới mẻ.

## Thống kê sự nghiệp

### Cấp câu lạc bộ
Tính đến 31 tháng 8 năm 2024
| Câu lạc bộ             | Mùa giải            | Giải đấu            | Giải đấu | Giải đấu | FA Cup | FA Cup | EFL Cup | EFL Cup | Châu Âu | Châu Âu | Khác | Khác | Tổng cộng | Tổng cộng |
| Câu lạc bộ             | Mùa giải            | Hạng đấu            | Trận     | Bàn      | Trận   | Bàn    | Trận    | Bàn     | Trận    | Bàn     | Trận | Bàn  | Trận      | Bàn       |
| ---------------------- | ------------------- | ------------------- | -------- | -------- | ------ | ------ | ------- | ------- | ------- | ------- | ---- | ---- | --------- | --------- |
| Leeds United           | 2002–03             | Premier League      | 18       | 2        | 4      | 0      | 0       | 0       | 0       | 0       | —    | —    | 22        | 2         |
| Leeds United           | 2003–04             | Premier League      | 30       | 3        | 1      | 0      | 1       | 0       | —       | —       | —    | —    | 32        | 3         |
| Leeds United           | Tổng cộng           | Tổng cộng           | 48       | 5        | 5      | 0      | 1       | 0       | 0       | 0       | 0    | 0    | 54        | 5         |
| Swindon Town (mượn)    | 2003–04             | Second Division     | 6        | 2        | —      | —      | —       | —       | —       | —       | —    | —    | 6         | 2         |
| Newcastle United       | 2004–05             | Premier League      | 25       | 1        | 4      | 0      | 1       | 0       | 11      | 0       | —    | —    | 41        | 1         |
| Newcastle United       | 2005–06             | Premier League      | 3        | 0        | —      | —      | —       | —       | 4       | 2       | —    | —    | 7         | 2         |
| Newcastle United       | 2006–07             | Premier League      | 35       | 3        | 2      | 1      | 3       | 0       | 13      | 0       | —    | —    | 53        | 4         |
| Newcastle United       | 2007–08             | Premier League      | 29       | 2        | 2      | 1      | 1       | 0       | —       | —       | —    | —    | 32        | 3         |
| Newcastle United       | 2008–09             | Premier League      | 2        | 0        | —      | —      | 1       | 1       | —       | —       | —    | —    | 3         | 1         |
| Newcastle United       | Tổng cộng           | Tổng cộng           | 94       | 6        | 8      | 2      | 6       | 1       | 28      | 2       | 0    | 0    | 136       | 11        |
| Aston Villa (mượn)     | 2005–06             | Premier League      | 27       | 1        | 3      | 0      | 3       | 2       | —       | —       | —    | —    | 33        | 3         |
| Aston Villa            | 2008–09             | Premier League      | 36       | 3        | 3      | 3      | —       | —       | 4       | 0       | —    | —    | 43        | 6         |
| Aston Villa            | 2009–10             | Premier League      | 36       | 7        | 5      | 0      | 6       | 4       | 2       | 1       | —    | —    | 49        | 12        |
| Aston Villa            | 2010–11             | Premier League      | 1        | 1        | —      | —      | —       | —       | —       | —       | —    | —    | 1         | 1         |
| Aston Villa            | Tổng cộng           | Tổng cộng           | 100      | 12       | 11     | 3      | 9       | 6       | 6       | 1       | 0    | 0    | 126       | 22        |
| Manchester City        | 2010–11             | Premier League      | 32       | 0        | 3      | 1      | 1       | 0       | 5       | 0       | —    | —    | 41        | 1         |
| Manchester City        | 2011–12             | Premier League      | 26       | 3        | 1      | 0      | 3       | 0       | 6       | 0       | 1    | 0    | 37        | 3         |
| Manchester City        | 2012–13             | Premier League      | 26       | 4        | 6      | 0      | 1       | 0       | 2       | 0       | 1    | 0    | 36        | 4         |
| Manchester City        | 2013–14             | Premier League      | 31       | 1        | 4      | 0      | 3       | 0       | 6       | 1       | —    | —    | 44        | 2         |
| Manchester City        | 2014–15             | Premier League      | 32       | 5        | 2      | 2      | 2       | 0       | 8       | 1       | 1    | 0    | 45        | 8         |
| Manchester City        | Tổng cộng           | Tổng cộng           | 147      | 13       | 16     | 3      | 10      | 0       | 27      | 2       | 3    | 0    | 203       | 18        |
| Liverpool              | 2015–16             | Premier League      | 28       | 5        | 1      | 0      | 4       | 0       | 12      | 2       | —    | —    | 45        | 7         |
| Liverpool              | 2016–17             | Premier League      | 36       | 7        | 0      | 0      | 4       | 0       | —       | —       | —    | —    | 40        | 7         |
| Liverpool              | 2017–18             | Premier League      | 32       | 0        | 2      | 1      | 0       | 0       | 13      | 0       | —    | —    | 47        | 1         |
| Liverpool              | 2018–19             | Premier League      | 31       | 5        | 1      | 0      | 1       | 0       | 12      | 2       | —    | —    | 45        | 7         |
| Liverpool              | 2019–20             | Premier League      | 22       | 2        | 2      | 0      | 2       | 2       | 8       | 0       | 3    | 0    | 37        | 4         |
| Liverpool              | 2020–21             | Premier League      | 26       | 0        | 2      | 0      | 1       | 0       | 6       | 0       | 1    | 0    | 36        | 0         |
| Liverpool              | 2021–22             | Premier League      | 24       | 0        | 3      | 0      | 4       | 0       | 8       | 0       | —    | —    | 39        | 0         |
| Liverpool              | 2022–23             | Premier League      | 31       | 0        | 2      | 0      | 1       | 0       | 8       | 0       | 1    | 0    | 43        | 0         |
| Liverpool              | Tổng cộng           | Tổng cộng           | 230      | 19       | 13     | 1      | 17      | 2       | 67      | 4       | 5    | 0    | 332       | 26        |
| Brighton & Hove Albion | 2023–24             | Premier League      | 15       | 0        | 0      | 0      | 0       | 0       | 5       | 0       | —    | —    | 20        | 0         |
| Brighton & Hove Albion | 2024–25             | Premier League      | 3        | 0        | 0      | 0      | 0       | 0       | —       | —       | —    | —    | 3         | 0         |
| Brighton & Hove Albion | Tổng cộng           | Tổng cộng           | 18       | 0        | 0      | 0      | 0       | 0       | 5       | 0       | —    | —    | 23        | 0         |
| Tổng cộng sự nghiệp    | Tổng cộng sự nghiệp | Tổng cộng sự nghiệp | 643      | 57       | 53     | 9      | 43      | 9       | 133     | 9       | 8    | 0    | 880       | 84        |

1. 1 2  Số lần ra sân tại UEFA Cup
2. ↑  Số lần ra sân tại UEFA Intertoto Cup
3. ↑  Hai lần ra sân tại UEFA Intertoto Cup, bảy lần ra sân tại UEFA Cup
4. 1 2 3 4  Số lần ra sân tại UEFA Europa League
5. ↑  Bốn lần ra sân tại UEFA Champions League, hai lần ra sân tại UEFA Europa League
6. 1 2 3 4 5  Ra sân tại FA Community Shield
7. 1 2 3 4 5 6 7 8 9  Số lần ra sân tại UEFA Champions League
8. ↑  Một lần ra sân tại UEFA Super Cup, hai lần ra sân tại FIFA Club World Cup

### Đội tuyển quốc gia
| Anh       | Anh  | Anh |
| Năm       | Trận | Bàn |
| --------- | ---- | --- |
| 2009      | 6    | 0   |
| 2010      | 9    | 0   |
| 2011      | 8    | 0   |
| 2012      | 11   | 1   |
| 2013      | 10   | 0   |
| 2014      | 9    | 0   |
| 2015      | 4    | 0   |
| 2016      | 4    | 0   |
| Tổng cộng | 61   | 1   |

### Bàn thắng quốc tế
| # | Ngày               | Địa điểm                        | Đối thủ | Bàn thắng | Kết quả | Giải đấu                 |
| - | ------------------ | ------------------------------- | ------- | --------- | ------- | ------------------------ |
| 1 | 7 tháng 9 năm 2012 | Arena Zimbru, Chișinău, Moldova | Moldova | 4–0       | 5–0     | Vòng loại World Cup 2014 |

## Danh hiệu

### Câu lạc bộ
Manchester City
- Premier League: 2011–12, 2013–14
- FA Cup: 2010–11
- EFL Cup: 2013–14
- FA Community Shield: 2012

Liverpool
- Premier League: 2019–20
- FA Cup: 2021–22
- EFL Cup: 2021–22
- FA Community Shield: 2022
- UEFA Champions League: 2018–19
- UEFA Super Cup: 2019
- FIFA Club World Cup: 2019

Cá nhân
- Cầu thủ trẻ xuất sắc nhất năm của PFA (1): 2009–10
- Đội hình Premier League xuất sắc nhất năm của PFA (1): 2009–10

 Kỷ lục 
- Nhiều kiến tạo nhất trong một mùa giải tại UEFA Champions League (9 kiến tạo trong mùa giải 2017–18)